# Герцог де Флёри
Герцог де Флёри (фр. duc de Fleury) — французский дворянский титул, принадлежавший роду Россе.

## История
Титул герцога де Флёри был создан для племянника кардинала Флёри Жана-Эркюля де Россе, барона де Периньяна, уже ставшего в сентябре 1724 маркизом де Рокозелем (в ранг маркизата были возведены владения Рокозель и Сей). Жалованной грамотой Людовика XV, данной в марте 1736 в Версале, зарегистрированной Парламентом 14-го числа того же месяца, и Счетной палатой 16 апреля, барония Периньян и маркизат Рокозель объединялись и возводились в ранг герцогства-пэрии под названием Флёри.
Барония Периньян и Иль-д'Эллек в Нарбонском диоцезе и Каркассонском сенешальстве зависела напрямую от короны, а земли Рокозель-э-Сей, от которых зависели замок Булок, фьефы и арьерфьефы Монтегю, Бурнак, Кантемель, Пратноссель, Дуз, Пуэк, Фола, Латант, Ле-Бландас-де-Жинету, Сальваньяк, Ла-Бланкьель и Дель-Вердье, сеньория Дьо, формировавшие приходы Дьо и Валькьер, Верназобр и Прад, все в Безьерском диоцезе и ранее относившиеся к Каркассонскому сенешальству, к тому времени были разделены между сенешальствами Безье и Лиму и жалованной грамотой в сентябре 1724 были возведены в ранг маркизата под именем Рокозель.
В том же году Жан-Эркюль уступил титулы герцога и пэра своему сыну Андре-Эркюлю, но тот был принят в Парламенте в качестве пэра только в 1751 году. Последний герцог Андре-Жозеф-Арсен умер в 1815, не оставив потомства, и титул был упразднен.

## Герцоги де Флёри
- 1736 — 1736/1748 — Жан-Эркюль де Россе (1683—1748)
- 1736/1748 — 1788 — Андре-Эркюль де Россе (1715—1788)
- 1788 — 1810 — Андре-Эркюль-Мари-Луи де Россе (1770—1810)
- 1810 — 1815 — Андре-Жозеф-Арсен де Россе (1761—1815)